# Neolygrus bicinctus
Neolygrus bicinctus är en skalbaggsart som först beskrevs av Jordan 1903.  Neolygrus bicinctus ingår i släktet Neolygrus och familjen långhorningar. Inga underarter finns listade i Catalogue of Life.